# 機動憲兵隊
機動憲兵隊（きどうけんぺいたい、フランス語: Gendarmerie Mobile, GM）は、フランス国家憲兵隊の警備警察部隊。国家憲兵隊の主たる実施部隊のひとつであり、日本の警察の機動隊に相当するような集団警備力や他部門に対する増援として用いられる。

## 概要
機動憲兵隊は国家憲兵隊における歴史的歩兵隊の伝統継承者にあたる。起源は19世紀初めの対暴動鎮圧隊にまで遡り、1921年に現在の近代的な名称が与えられた。
国家憲兵隊には、地方部で一般警察活動にあたる県憲兵隊や、重要施設警備にあたる共和国親衛隊、仏本土外で活動する国外派遣憲兵隊（CGOM）など、地域・機能別に様々な部隊が設置されている。機動憲兵隊は、これら各部隊の管内で、雑踏警備や暴動鎮圧のように、通常の体制では人手不足となる任務が生じた場合の増援部隊として投入される。
県憲兵隊と違い、金色の階級章を用いるため「ジョヌ（jaune、黄色）」と呼称される。これはフランスでは伝統的に歩兵科を示す。（対照的に騎兵科の場合は銀色を使用する）

## 編制

### 部隊編成
機動憲兵隊は約17,000名の人員を擁し、108個機動憲兵中隊（EGM）に編成している。上位組織として機動憲兵群（GGM）が設置されることがあり、これは4～7個中隊を隷下にもつ。
なお、GGMの番号は下記のようになっており、例えばレンヌの「GGM I/3」は、第3管区の1番めの機動憲兵群であることを意味している。
- 1番目 - 管区内での通し番号（ローマ数字; 欠番あり）
- 2番目 - 管区番号

またEGMの番号は下記のようになっており、例えばメゾン＝アルフォールの「EGM 24/1」は、第1管区の2番めの機動憲兵群（GGM II/1）の4番めの機動憲兵中隊であることを意味している。
- 1番目 - 所属群の番号
- 2番目 - 中隊番号
- 3番目 - 管区番号

通常、中隊長には憲兵大尉が補職されており、約120名が4個歩兵小隊および1個騎兵小隊に編成されている。歩兵小隊のうち1個小隊は、SWATとしての訓練を受けた介入小隊（PI）とされている。最初期にはコマンドー分隊（équipe commando）、1981年以降は軽介入分隊（équipe légère d'intervention）とされていたものを、2001年以降、小隊規模に拡充して、中隊の先遣部隊や強行犯対策として運用するものである。通常、各EGMには、イヴェコ社製の人員輸送車（VTGGM）2両とルノーB110無線車1両が配備されている。また、機甲憲兵群のEGMは、VBRG装甲兵員輸送車や90mm低圧砲搭載のVBC-90火力支援車などの装甲戦闘車両を運用している。
また、2004年にトゥールーズの機動憲兵群に設置されたのを皮切りに、広域地域圏介入小隊（Peloton d'intervention interrégional de Gendarmerie, PI2G）の編成が開始された。これは32名（将校3名＋下士官兵29名）で編成されており、機動憲兵群の直轄下で、PIでは対応困難な事案に対処する。またPI2Gでも対処困難となった場合には、国家憲兵総局（DGGN）直轄の治安介入部隊（GIGN）が出動するが、この場合は、PI2GはGIGNの支援にあたることとなっていた。その後、フランス・メトロポリテーヌに6個隊（トゥールーズ、オランジュ、ディジョン、ナント、ランス、トゥール）、海外県・海外領土に7個隊（グアドループ、マルティニーク、ギアナ、レユニオン、ニューカレドニア、ポリネシア、マヨット）を配置する体制が整備され、2016年にはGIGN分遣隊（Antenne du GIGN, AGIGN）と改称された。
なお、予備役部隊として機動憲兵予備中隊（ERGM）がある。これは大規模事案や県憲兵隊の応援任務以外で招集されることは許されていない。

### 部隊配置
- 第1管区 - イル＝ド＝フランス
  - 機甲憲兵群（GBGM）- ヴェルサイユ
  - 第II/1機動憲兵群（GGM II/1） - メゾン＝アルフォール
- 第2管区 - ボルドー
  - 第II/2機動憲兵群（GGM II/2） - モン＝ド＝マルサン
  - 第III/2機動憲兵群（GGM III/2） - トゥールーズ
  - 第IV/2機動憲兵群（GGM IV/2） - リモージュ
- 第3管区 - レンヌ
  - 第I/3機動憲兵群（GGM I/3） - レンヌ
  - 第II/3機動憲兵群（GGM II/3） - モン＝サン＝テニャン
  - 第III/3機動憲兵群（GGM III/3） - ナント
  - 第IV/3機動憲兵群（GGM IV/3） - オルレアン
- 第5管区 - サトネ＝カンプ
  - 第I/5機動憲兵群（GGM I/5） - サトネ＝カンプ
  - 第II/5機動憲兵群（GGM II/5） - シャンベリ
- 第6管区 - マルセイユ
  - 第I/6機動憲兵群（GGM I/6） - ニーム
  - 第II/6機動憲兵群（GGM II/6） - イエール
- 第7管区 - メス
  - 第I/7機動憲兵群（GGM I/7） - メス
  - 第II/7機動憲兵群（GGM II/7） - ストラスブール
  - 第III/7機動憲兵群（GGM III/7） - ランス (マルヌ県)
  - 第IV/7機動憲兵群（GGM IV/7） - ディジョン
- 第9管区 - リール
  - 第I/9機動憲兵群（GGM I/9） - アラス